# Емі Гутманн
Емі Гутманн (нар. 19 листопада 1949, Нью-Йорк) - восьма президентка Пенсильванського університету, визнана нагородами політична теоретикиня, авторка 16 книг та професорка університету. Чинна заслужена професорка політології в Школі мистецтв і наук Пенн, професорка комунікації в школі зв'язку Анненберга, займає факультетські посади у філософії в Школі мистецтв та наук та Вищій школі освіти. Її роботи охоплюють галузі політики, етики, освіти та філософії.
У листопаді 2016 року Університет оголосив, що контракт Гутманн продовжено до 2022 року. Це зробило її найтривалішою президенткою в історії Пенсильванського університету.
Професійна біографія Гутман включає в прихильність в Прінстоні, як провінція цього університету та професуру з політології університету Лоуренса С. Рокфеллера. Вона заснувала Центр етичних наук в Прінстоні - університетський центр людських цінностей. Займала посади та дорадчі функції у багатьох громадських та приватних організаціях, починаючи від Асоціації американських університетів та ФБР при ООН.

## Життєпис
Народилася в Брукліні, Нью-Йорку, єдина дитина Курта та Беатріс Гутманн. Виросла в Монро, невеликому містечку за межами Нью-Йорка.
Її батько був наймолодшим з п'яти дітей у православній єврейській родині у Фейхтвангені, Німеччина. Він жив поблизу Нюрнберга, коли Гітлер піднявся до влади. У 1934 році студентом втік із нацистської Німеччини. Після відмови в наданні притулку в США запропонував всій родині, включаючи чотирьох братів і сестер, приєднатися до нього в Бомбей (Індія), де заснував металургійну фабрику. В 1948 приїхав до Нью-Йорка у відпустку. Тут, у готелі Манхеттен, Ессекс Хаус, чоловік зустрівся з Беатріс, з якою швидко одружився.
Гутманн закінчила Вищу школу Монро-Вудбері в Монро, Нью-Йорк. Потім вступила в коледж Гардендського університету в Радкліффі в 1967. Вона отримала A.B. Великої школи з коледжу Редкліффа в 1971 році, а потім магістра наук з політології в Лондонській школі економіки в 1972 році і захистила і кандидатську дисертацію з політології Гарвардського університету в 1976 році. Вона є першою у своїй родині, хто закінчив коледж.

## Академічна кар'єра

### Принстонський університет
Гутманн навчалася в Прінстонському університеті з 1976 по 2004 рік. У 1990 році стала першою професоркою університету Лаурезі С. Рокфеллера в Прінстоні та директором-засновницею свого Університетського центру людських цінностей, першого та найуспішнішого серед університетських мультидисциплінарних етичних центрів у світі. Будучи провінтом Прінстонського університету з 2001 по 2004 рр., вона керувала планом Прінстона з метою розширення кількості студентів на 10% і очолювала набір в Гарвардський університет з зіркою професором К. Ентоні Аппіа.

### Президентство в Університеті штату Пенсильванія
У своїй першій ініціативі 2004 року Гутманн запустила Penn Compact своє бачення того, як зробити Пенн глобальним лідером в галузі викладання, досліджень та професійної практики і динамічним агентом соціального, економічного та громадянського прогресу. У 2013 році відновила та оновила це бачення за допомогою Penn Compact 2020, підводячи університет до цих ідеалів та визначивши наступні кроки: збільшити доступ до виняткових інтелектуальних ресурсів університету; інтегрувати знання в академічні дисципліни з наголосом на інноваціях; брати участь на місцях, на національному рівні та в усьому світі, щоб принести переваги досліджень, викладання та обслуговування університету людям та громадам удома та в усьому світі.

### Фандрайзинг та стипендії
Будучи президентом, Гутманн керувала найбільшою кампанією зі збору коштів у Пенні, названою «Історія сворення». Запуск та існування кампанії приніс за 2007 рік 4,3 мільярди доларів, перевищивши ціль на більш ніж 800 мільйонів. Вона досягла свого цільового показника на 3,5 мільярди доларів за 16 місяців. Це була надзвичайно широка кампанія, яка отримала вклади майже 327 тисяч спонсорів.
Гутманн була провідною національною захисницею фінансової допомоги, заснованої на необхідності сприяти соціально-економічному різноманіттю вищої освіти. Гутманн зробила Пенн однією з небагатьох університетів країни, який замінює гранти на надання кредитів для будь-якого студента з фінансовою потребою. У вересні 2009 року, вперше в історії Пенна, всі студенти, які мають право на фінансову допомогу, отримали гранти, а не позики у своїх пакетів допомоги. Студенти з типових сімей із доходом менше 40 000 доларів не платили за навчання, кімнату чи харчування. Студенти з типових сімей з доходами менш ніж 90 000 доларів не платять за навчання та збори.
У 2014 році Гутманн оголосила ініціативи Пенн Компакт 2020 щодо створення до 50 нових нагороджених професорсько-викладацьких фондів з використанням відповідних донорських фондів та збільшення додаткових 240 мільйонів доларів США для надання фінансової допомоги для студентів за версією 360 мільйонів доларів США, отриманих за допомогу студентів за останні роки створення та існування кампанії «Історія створення». Крім того, Гутманн оголосила унікальні та небувалі нагороди для студентів старших курсів "з найбільш перспективними планами поліпшення місцевих, національних або глобальних умов протягом року після закінчення навчання".
У березні 2015 р. Гутманн оголосила про вибір п'яти студентів (чотири проєкти) переможцями премії президента Пенні. Найбільша з них у вищих навчальних закладах, за участі президента, нараховує до 150 000 доларів США щорічно для випускників, літніх людей, для розробки та впровадження ефективних проєктів місцевого, національного та глобального масштабу. У своєму висвітленні перших нагород Філадельфійський дослідник заявив: «Пенн градс виграє шанс змінити світ». У жовтні 2015 року Гутманн оголосила Премію Інновації президента Пенні, що є наслідком Призового Завдання, яка орієнтована на комерційні підприємства ; перші переможці були оголошені в квітні 2016 року.

### Розвиток кампусу
З моменту прибуття в Пенн, Гутманн також очолила великий план розвитку кампуса Пенн-Коннект, який включав 24 акрів (97000 кв. м.), який Пенн придбав у Поштовій службі США вздовж річки Шуілкіль, яка відкрилася в Пенн-Парку у вересні 2011 року. Пенн-Коннекти призначені для покращення економічних, освітніх та соціальних можливостей Філадельфії та створення безперешкодних шлюзів між Західною Філадельфією та Центром Сіті через річку Шуілкіль.
Пенн розпочав експансію на схід від річки Шуілкіль з придбанням Лабораторії Дюпон Маршалла у вересні 2010 року. Гутманн сказала, що власність Маршалла Лаб має «нескінченні можливості» як місце для виховання стартапів та «трансферу технологій», де факультет з "чудовими відкриття може залучити венчурний капітал " і принести ідеї на ринок.
Наприкінці 2016 року Пенн відкрив свій Пенноваційний центр.

### Зв'язок зі студентами
8 грудня 2014 року Daily Pennsylvanian повідомив, що студентські протести, спричинені смертю Майкла Брауна в Фергюсоні, штат Місто порушили святкову вечірку для студентів у будинку Гутманн. Як жест підтримки студентів, Гутманн приєдналась до них, лягла на землю, щоб символізувати чотири з половиною години, стільки тіло Брауна залишилося лежати на вулиці Фергюсона після його смерті. Члени міліції Пенн публічно відреагували на демонстрацію підтримки, а голова поліцейського союзу написав публічний лист, який критикував переїзд та начальника відділу поліції, він відповідав на листи, що захищали дії Гутманн.

### Сфера правління як Президенту
8 травня 2012 року Пенн оголосив, що контракт Гутманн був поновлений до 2019 року. Оголосивши про продовження, Девід Л. Коен, голова ради піклувальників Пенн, заявив, що «Опікуни Пенні» дуже сильно відчувають, що Емі Гутманн є просто найкращим президентом університету в країні. Під її чудовим керівництвом Пенн є сильнішим і більш енергійним інститутом, ніж у будь-який час своєї історії. У листопаді 2016 року Коен, як і раніше голова правління, оголосив, що контракт Гутмана буде подовжений до 2022 року, що зробить її першою, хто так довго займав посаду президента у Пенні.
У 2013 році Гутманн була самою заможною жінкою президентом університету у Сполучених Штатах, отримуючи загальну компенсацію більше двох мільйонів доларів.

## Наукові роботи
Через свої твори Гутманн послідовно прагнула подолати теорію та політику, щоб просувати основні цінності громадянського демократичного суспільства: свободу, можливість та взаємну повагу. Її першим основним внеском у політичну філософію стала  книга «Демократична освіта» (1987 р.), де розглядаються основні питання в політичній теорії освіти: як демократичне суспільство приймає рішення про освіту? Що слід вчити дітям? На скільки громадяни повинні бути освіченими? В етиці це було розглянуто як «найкращий внесок у літературу про демократичне виховання останніх сімдесяти років» та сприяло відродженню інтересу до відносин між демократією та освітою. У книзі також висвітлені деякі сучасні наукові дискусії: Яка відповідна реакція демократичної освіти на виклик мультикультуралізму? Чи повинні школи намагатися виховувати патріотичні або космополітичні настрої серед учнів?
Другий важливий внесок Гутманн в політичну філософію — теорія дорадчої демократії, яку вона розробила у співпраці з політологом Гарвардського університету Деннісом Томпсоном. "Демократія та незгода" (1996) вимагає більш обґрунтованих аргументів у повсякденній політиці. Обговорення може інформувати процес прийняття рішень шляхом обґрунтованої аргументації та розвитку колективної спроможності суспільства дотримуватися справедливості, виявляючи взаємоприйнятні умови соціального співробітництва, навіть якщо розбіжності зберігаються. Робота отримала високу оцінку як ефективний засіб боротьби з поляризованою політикою та критикувалася як непрактична, про це свідчить сукупність публікацій про суперечки, опубліковані в дорадчій політиці під редакцією Стівена Македо. Прибічники теорії стверджують, що політичне обговорення може більше і краще допомогти всім громадянам. У своїй роботі Гутманн застосувала ідеї дорадчої демократії до виборчого процесу США, Комісії президента Обами з вивчення біоетичних питань, Південноафриканської комісії з правди та примирення, і організації охорони здоров'я у Сполученому Королівстві.
Третім основним внеском Гутманн в політичну філософію є її аналіз групової ідентичності та її перетину з правосуддям. В «Identity in Democracy» (2003) Гутман стверджує, що групи самоідентифікацій як такі не є ні друзями, ні ворогами демократичного правосуддя. Вона аналізує легітимні, але також проблемні частини, що відіграють групову ідентичність у демократичній політиці, і набуває відмінностей між різними типами групової політики.
У травні 2012 року Гутман опублікувала свою 16-ту книгу «Дух компромісів: чому керує потребою та кампаніями» (Princeton University Press), з співавтором Деннісом Томпсоном з Гарвардського університету. Автори стверджують, що складність компромісу вбудована в сам демократичний процес, але це також потреба. Більше розуміння та оцінка компромісу може бути особливо корисною у цей час політичної поляризації. Гутман і Томпсон закінчують книгу рекомендаціями щодо зміцнення духу та практики компромісу. Джуді Вудрафф з PBS Newshour назвала книгу «чітким оглядом сил, який об'єднує воюючих політичних лідерів або тримає їх окремо, і я бажаю, щоб кожен політик це прочитав».

## Правління та керівні посади
Гутманн працює в раді директорів The Vanguard Group Corporation. З 2005 по 2009 рік Гутманн працювала у Консультативній раді вищої освіти з питань національної безпеки, в комітеті, який консультує ФБР з питань національної безпеки, пов'язаних з академічними колами.
У 2009 році Барак Обама призначив головою нової президентської комісії з вивчення біоетичних питань Гутманн. З помітною різноманітністю членів, включаючи фахівців із філософії, медицини, медсестринства, права, релігії та інженерії, Комісія з біоетики випустила сім звітів з відповідей на низку складних питань, включаючи захист для дорослих та педіатричних учасників медичних досліджень, і етика геномів і неврології. Комісія відстоювала відкритий та дорадчий підхід — усі його загальнонаціональні зустрічі були відкритими для громадськості та транслювалися в прямому ефірі в Інтернеті, і всі його рекомендації президенту були одностайні. Гутманн також є членом Спеціальної групи Азіатського товариства в політиці США щодо Індії та Глобального форуму лідерів університетів (GULF), який скликається на Всесвітньому економічному форумі в Давосі, Швейцарія.
Гутманн також є одним з лідерів певної групи президентів науково-дослідних університетів у всьому світі, які консультують Генерального секретаря ООН з низки глобальних проблем, включаючи академічну свободу, масову міграцію, міжнародний розвиток та соціальну відповідальність університетів, названий «Глобальним колооквілем» президентів університетів.
Вона також виконує функції ради піклувальників Національного центру конституції у Філадельфії, музею, присвяченому Конституції США, та в колегії Інституту Бергрюна в Нью-Йорку.
У 2011 році Гутман була призначена до Комісії з гуманітарних та соціальних наук, створена Американською академією мистецтв та наук.
У 2014 році Асоціація американських університетів обрала Гутманн головою ради директорів на один рік. Як голова ОУК, Гутманн працювала як представниця асоціації, зокрема, з питань, що особливо стосуються дослідження університетів.

## Особисте життя
Гутманн одружена з Майклом Дойл, професором права та міжнародних відносин Колумбійського університету. У них одна донька, Абігейл Дойл, ад'юнкт-професор хімії Принстонського університету.

## Роботи (за датою)
- Дух компромісу: чому керування вимагає його та кампанії підриває його, з Деннісом Томпсоном, прес-конференція в Принстонському університеті, Прінстон, штат Нью-Джерсі, 2012 р.
- Чому домінуюча демократія? з Деннісом Томпсоном, Princeton University Press, Princeton, N.J., 2004
- Identity in Democracy, Princeton University Press, Princeton, N.J., 2003 (Trad. Esp.: La Iddad en Democracia, Буенос-Айрес / Мадрид, редактор Katz S.A., 2008, ISBN 978-84-96859-33-3).
- Доброта та поради [титульний нарис Джудіт Джарвіс Томсон], Прінстон, штат Нью-Йорк: прес-конференція Пресентонського університету, 2001 [редактор та вступник]
- Права людини [нарисовий нарис Михайла Ігнатьєва], Princeton University Press, 2001 [редактор та вступ]
- Демократичні суперечки (під редакцією Стівена Македо, Оксфорда та Нью-Йорка: Oxford University Press, 1999). Демократичні розбіжності (набір есе про демократію та незгоду з відповіддю авторів)
- Нова редакція з передмовою та епілогом, 1999
- Життя тварин [натхненний нарис Дж. М. Куцзее], Прінстон, Н. Дж.: Принстонський університет Прес, 1999 [редактор і вступ]
- Свобода асоціації, Прінстон, штат Нью-Джерсі: Принстонський університет Прес, 1998 рік [редактор і перша глава]
- Робота та благополуччя [нарис есе Роберта Солоу], Прінстон, штат Нью-Джерсі: Принстонський університет Прес, 1998 [редактор і вступ]
- Питання тлумачення: федеральні суди і закон [нарис есе Антоніна Скалії], Прінстон, штат Нью-Джерсі: прес-університет Пресентона, 1997 [редактор і вступ]
- Колір усвідомлений: політична моральність гонки, з Ентоні Аппіа, Прінстон, штат Нью-Йорк: прес-конференція Пресентонського університету, 1996
- Демократія та незгоду з Деннісом Томпсоном, Кембридж, Массачусетс: Belknap Press, Harvard University Press, 1996
- Мультикультуралізм та політика визнання [нарисовий нарис Чарльза Тейлора], Прінстон, штат Нью-Джерсі: Принстонський університет Прес, 1992 [редактор і вступ]
- Розгорнуте видання «М'ячак»: багатокультурність: вивчення політики розпізнавання, 1994
- Демократія і держава загального добробуту, Принстон, штат Нью-Джерсі: Принстонський університет Прес, 1988 рік [редактор]
- Демократична освіта, Прінстон, штат Нью-Джерсі. Прес-університет Принстонського університету, 1987
- Етика та політика: справи та коментарі, з Деннісом Томпсоном, Чикаго, штат Іллінойс: Нельсон-Холл, 1984
- Третє видання, 1997 р
- Четверте видання 2005 р
- «Що таке використання в школі?» в Сен, Амартія; Вільямс, Бернард, ред. (1982). Утилітаризм і далі. Кембридж: Кембриджський університет Прес. Стор. 261—277. ISBN 9780511611964.
- Ліберальна рівність, Нью-Йорк і Лондон: Кембриджський університет Прес, 1980

## Нагороди та відзнаки
- Нагорода Лукреції Мотт, жіночий шлях, 2017 [51]
- Почесна докторка гуманітарних грамот, Університет Джона Хопкінса, 2017 [52]
- Премія керівництва різноманітності Reginald Wilson, Американська рада з освіти 2015 року [53]
- Американізм, премія «Антидефамація», 2014 рік [54]
- Почесна наукова співробітниця, Лондонська школа економіки, 2013 [55]
- Почесна докторка юридичних наук, Колумбійський університет, 2012 [56]
- Премія Woman of Spirit, Національне товариство з розсіяним склерозом, 2012 [57]
- Одна з «150 жінок, котрі потрясли світ» Newsweek, 2011
- Названа відомою донькою Пенсильванії, 2010 [58]
- Премія академічного лідерства корпорації Карнегі, 2009
- Нагорода про визнання випускників Інституту підвищення кваліфікації в Гарвардському університеті ім. Рэдкліффа за видатний внесок у освіту в галузі гуманітарних наук, 2006 р.
- Церемоніальна медаль Гарвардського університету для «випускників, які зробили винятковий внесок у суспільство», 2003
- Почесна докторка юридичних наук, Університет Рочестера, 2005
- Почесна докторка зі ступенем листи, Уесліанський університет, 2005
- Член Американського філософського товариства, 2005-
- Співробітниця Центру Гастінгс, незалежна дослідницька установа з біоетики
- W. E. B. Du Bois Співробітниця Американської академії політичних та суспільних наук, 2001-
- Співробітниця Національної академії освіти, 1999-
- Товаришка, Американська Академія Мистецтв та Наук, 1997-
- Премія Ральфа Дж. Банче Американської політологічної асоціації, 1997
- Північноамериканське товариство соціальної філософії, премія за книгу, 1996-97
- Gustavus Myers Center for the Study of Human Rights in North America Award, 1997
- Таннер Лекторка з людських цінностей, Стенфордський університет, 1994-95
- Почесна докторка юридичних наук, Коледж Каламазу, 1992